# 八幡町站
八幡町站（日语：／ Hachimanchō eki */?）是位於愛知縣一宮市八幡通，名古屋鐵道起線的電車站（廢站）。此站是在起線（蘇東線）啟用時以及廢除前一刻的起點站。

## 歷史
- 1924年（大正13年）2月1日 - 名古屋鐵道（第一代）蘇東線啟用，一宮站啟用[1][2]。
- 1930年（昭和5年）12月20日 - 蘇東線與尾西線部分區間共用，開始從一宮站駛入至新一宮站[1][2]。
- 1948年（昭和23年）
  - 5月16日 - 蘇東線改名為起線。
  - 11月1日前 - 成為無人車站[3]。
- 1949年（昭和24年）12月1日 - 改名為八幡町站[1][2]。
- 1952年（昭和27年）12月24日 - 隨著尾西線升壓至1500伏特，不再駛入至新一宮站。使此站再次變為起點站[1][2]。
- 1953年（昭和28年）6月1日 - 隨著客量增加，使電車暫停營業。使用巴士代行[1][2]。
- 1954年（昭和29年）6月1日 - 起線正式廢除，此站也被廢除[1][2]。

## 電車站構造
截至車站廢除前，此站是地面車站，設有2面2線的相對式月台。此站是起線唯一在道路上沒有乘車處的車站。

## 現時
車站遺址是在名鐵一宮站巴士總站的巴士入口附近，現時沒有任何痕跡。

## 相鄰電車站
名古屋鐵道
起線
新一宮－八幡町－一宮醫院前

## 注腳
1. 1 2 3 4 5 6  今尾 2008，第48頁.
2. 1 2 3 4 5 6  生田 2001，第114頁.
3. ↑  名鉄広報宣伝部 1994，第883頁.
4. ↑  徳田 2001，第80頁.